# Jorge Atila Naveiro
Jorge Atila Naveiro (Buenos Aires; 17 de mayo de 1912 - Buenos Aires; 17 de octubre de 1971) fue un General de Brigada del arma de Artillería del Ejército Argentino, gobernador interventor de la provincia de San Luis desde el 23 de abril al 12 de julio de 1962.

## Biografía
Naveiro era proveniente de una modesta familia de la provincia de Córdoba, con raíces inmigratorias del Brasil, desde muy chico se formó en los liceos de instrucción militar. Al ingresar como cadete en el Colegio Militar de la Nación, tenía experiencia en la formación militar, lo que derivó que sus camaradas lo llamaran "El Liceísta", como sucede con todos los ingresantes que tienen una formación militar previa, donde se los tilda de "cómodos" porque los liceistas saben cómo escapar de situaciones que son propias de la instrucción militar.
Egresó como oficial el 22 de diciembre de 1932, de la promoción 58.º, obteniendo entre sus colegas el orden de mérito 51. Se desempeñó en distintas tareas en la Argentina y en el exterior. El 10 de octubre de 1962, se le otorga la baja de su cargo militar.
Participó del golpe militar que se autodenominó Revolución Argentina, para derrocar al gobierno electo del presidente Arturo Frondizi, donde sus acciones de gobierno resultaba poco confiable para las Fuerzas Armadas, donde la política exterior de Frondizi y en especial sus pasados acuerdos con el peronismo proscripto, lo hicieron continuo blanco de los militares y conservadores-liberales.
La Unión Cívica Radical Intransigente (partido del gobierno), venía de obtener sendos triunfos en las elecciones de 1961, sobre todo en las provincias de Catamarca, San Luis y Santa Fe, lo que habilitó la confianza de Frondizi de autorizar la presentación de candidatos peronistas en las elecciones de 1962, lo que resultó intolerable para los militares y conservadores-liberales. Lo concreto fue el triunfo de los candidatos peronistas en las elecciones para gobernador en la Provincia de Buenos Aires. De nada sirvió la anulación de los comicios decretada por Frondizi, ni las intervenciones a las provincias en las que el peronismo había triunfado. Buscando nuevos acuerdos, Frondizi intentó un llamado a los partidos políticos de la oposición para conformar un gabinete de unión nacional, que resultaron sin éxito. El 17 de marzo de 1962, las tres armas piden el alejamiento de Frondizi. “No renuncio ni doy parte de enfermo ni me voy de viaje. Sigo siendo el presidente” fue su respuesta. El 29 de marzo, las fuerzas golpistas anuncian al país que “el Presidente de la República ha sido depuesto por las Fuerzas Armadas”.
De acuerdo con la ley de acefalía, y al no haber vicepresidente (había renunciado con anterioridad), el presidente provisional del Senado, José María Guido, jura ante la Corte Suprema y asume como presidente de la República.Un nuevo golpe de Estado se había consumado en la Argentina. La provincia de San Luis sería intervenida nuevamente deponiendo al gobernador Alberto Domeniconi, asumiendo el General Naveiro, hasta que la nación y la provincia se normalizará (sin el peronismo).

## Gobierno
El General Naveiro, al igual que los golpes militares anteriores, interviene los tres poderes provinciales, la legislatura, dejó de sesionar hasta que la situación normalizara y se re-vieran cada uno de los decretos y leyes dictadas con anterioridad. Las obras públicas continuaron con normalidad, tratando de no estancar aún más la economía del pueblo puntano. Los continuos golpes militares mostraban desconfianzas a las inversiones y afectaban, en mayor medida, la estabilidad de las pymes, sin embargo algunas lograron sobrevivir y progresar. El peronismo puntano comienza a reorganizarse (pero sin Perón), naciendo el Neoperonismo. El 12 de julio de 1962, un nuevo sucesor es designado desde la Casa Rosada, quien sería el General de Brigada Alberto Vázquez.